# Rue René-Leynaud
La rue René-Leynaud est une voie publique du quartier des pentes de la Croix-Rousse dans le 1er arrondissement de Lyon, en France.

## Situation
Il s'agit d'une rue située sur le flanc du bas des pentes de la Croix-Rousse, elle est encadrée par les montées Saint-Sébastien et de la Grande-Côte. On y trouve l'église Saint-Polycarpe ainsi que le passage Thiaffait.

## Origine du nom
Cette voie rend hommage au journaliste, poète et résistant français René Leynaud (1910-1944).

## Histoire

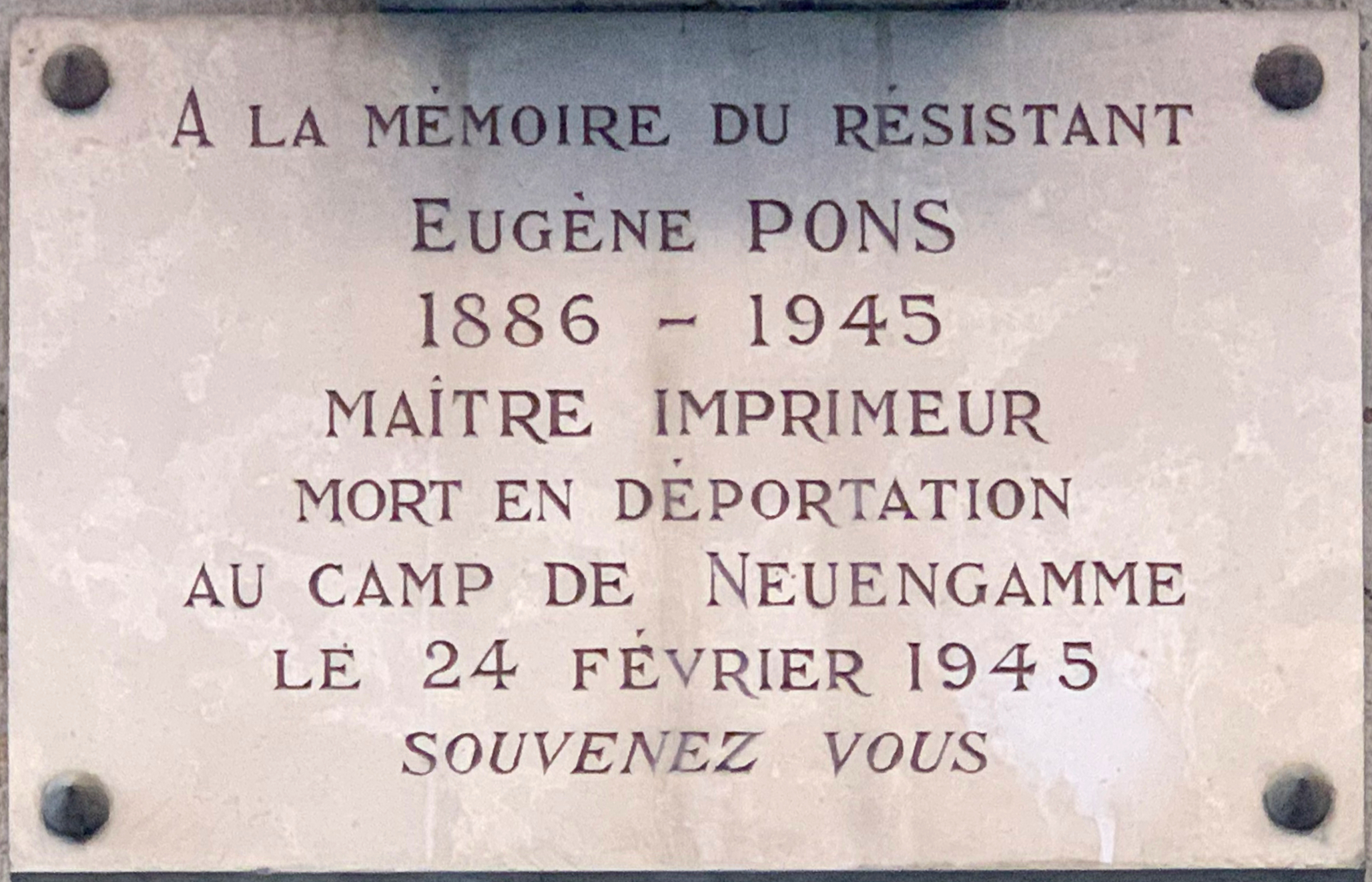
La plaque commémorative à Eugène Pons, rue Leynaud.

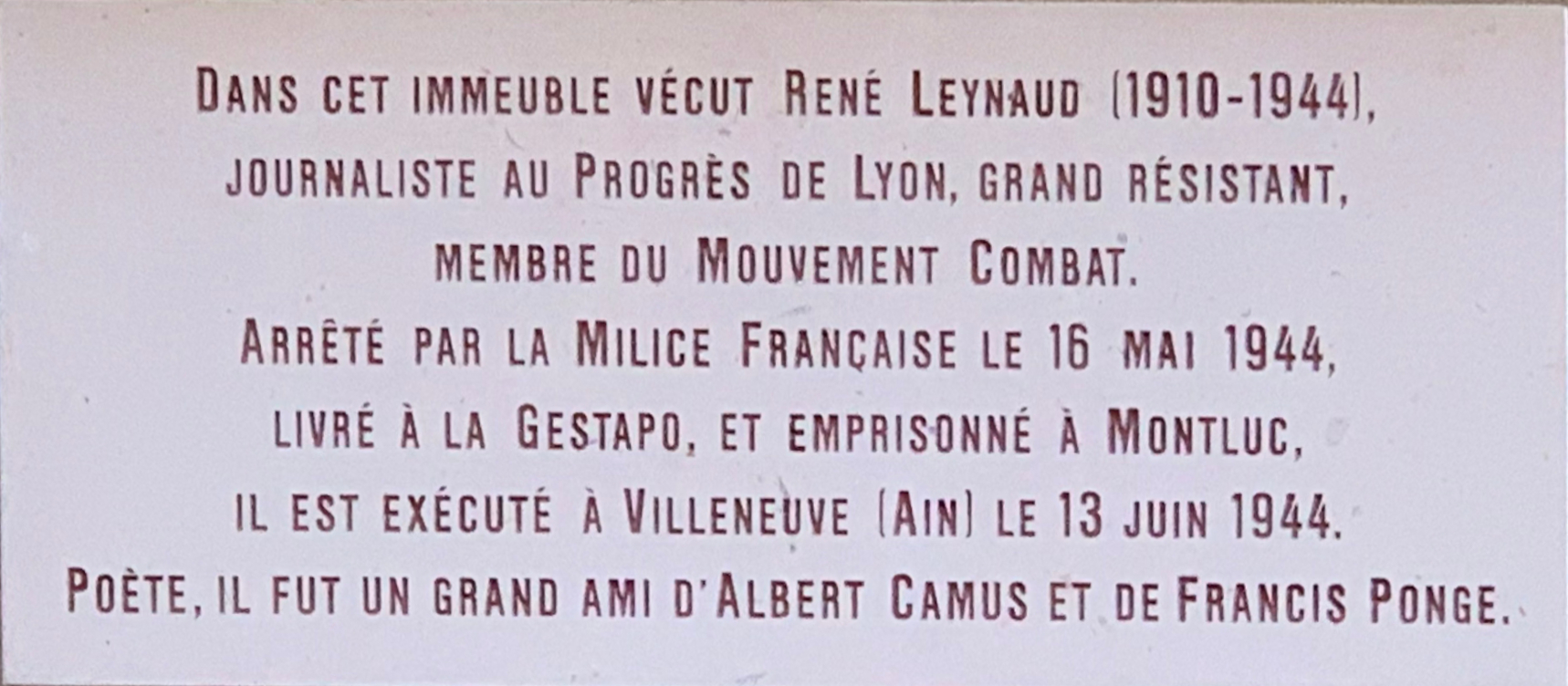
La plaque commémorative à René Leynaud, rue Leynaud.

La rue Vieille-Monnaie est ouverte en 1520, il s'agit de la plus ancienne voie du quartier des Capucins sur le bas des pentes de la Croix-Rousse .
Elle est créée à l'instigation de Claude Besson « au travers de ses vignes » afin qu'il puisse y installer son Hôtel des Monnaies. Au XVIIe siècle, les abords de la rue sont presque exclusivement occupés par des congrégations religieuses ; Oratoriens et Ursulines. L'église Saint-Polycarpe qui sert la congrégation des Oratoriens est construite en 1670.
En 1793, les troupes de la Convention font tirer leurs canons depuis les Brotteaux sur les pentes de la Croix-Rousse, laissant des impacts sur la façade de l'église.
Au début du XIXe siècle, à la suite de la vente des biens nationaux, certains bâtiments sont détruits pour céder la place à des constructions nouvelles. À cette époque, la rue marque la limite entre le quartier des négociants sur le bas des pentes et le quartier des Canuts en hauteur.
Au début de la révolte des Canuts, le 21 novembre 1831, la 1re légion de la Garde nationale composée de négociants du bas des pentes et postée en embuscade en bas de la montée de la Grande-Côte fait feu sur le cortège de Canuts circulant « rue Vieille Monnaie ».
Durant la seconde insurrection d'avril 1834, les Canuts établissent dans la rue une barricade qui résiste quatre jours aux attaques de l'armée.
Lors de la Seconde Guerre mondiale, la rue est l'un des hauts lieux de la Résistance lyonnaise.
Au numéro six, René Leynaud occupe une chambre dans laquelle Albert Camus séjourne à plusieurs reprises en 1943, tous deux appartiennent au réseau Combat. Ce mouvement de la résistance dispose d'une boîte aux lettres dans la traboule menant du numéro 14 de la rue au numéro 13 de la rue des Capucins.
Enfin au numéro 21 est installée l'imprimerie La Source où sont édités clandestinement plusieurs journaux de la Résistance, notamment Cahiers du Témoignage Chrétien, Franc-Tireur, Combat, La Marseillaise ou le faux numéro du Nouvelliste. L'imprimerie fabrique également tracts et faux papiers. Arrêté en mai 1944 dans ses locaux par la Gestapo, son responsable, Eugène Pons, est envoyé en déportation.
En hommage à ces faits historiques, le conseil municipal décide de rebaptiser cette voie rue René-Leynaud le 9 juillet 1945.

### Histoire récente
Le quartier se paupérise pendant toute la seconde moitié du XXe siècle, et la rue René-Leynaud, devenue un haut lieu de la vie des « bandes » (punks, mais aussi skins, trafiquants, clochards, marginaux, réseaux de proxénétisme…) s'illustre par plusieurs épisode sanglants. Plusieurs bordels clandestins y sont installés (notamment dans les passages Thiaffait et Mermet) et les appartements sont presque tous des squats : l'église Saint-Polycarpe elle-même est squattée et donc désaffectée de toute activité religieuse pendant plusieurs années, attirant les malfaiteurs par les nombreux passages qui permettent d'y entrer ou d'en sortir discrètement.
Parallèlement, la rue René-Leynaud devient aussi un haut lieu de la vie nocturne « underground » : un établissement appelé « La Petite Taverne » y ouvre ses portes au no 12 en 1971, qui fut la première boîte de nuit « gay » de Lyon (et une des premières de France), qui deviendra aussi rapidement la première boîte à backrooms du pays. Elle est rapidement rejointe par la première boîte lesbienne à l'autre bout de la rue ainsi que de nombreux restaurants homosexuels, puis bien d'autres bars plus ou moins « destroy », clubs libertins et salles de concert parfois improvisées, entraînant dans la rue une vie nocturne variée et mouvementée qui rendra le quartier célèbre pendant toutes les années 1980. La Petite Taverne et la plupart de ses émules ayant fermé au début des années 1990, la communauté gay migra finalement vers la rue Romarin ou encore la rue de l'Arbre-sec ; les bars « destroy » quant à eux migrèrent plutôt vers la rue Sainte-Catherine, et la rénovation du passage Thiaffait en 1997 acheva de mettre un terme aux « mauvaises fréquentations » de la rue. Cette vie nocturne fut notamment marquée par une grande mixité de communautés très variés : les milieux gays, punks, africains ou encore libertins (pour ne citer qu'eux) s'y côtoyèrent ainsi pendant près de vingt ans.
Parmi les nombreux établissements de la rue qui se sont illustrés dans la vie nocturne alternative lyonnaise des années 1970-1980, ne subsiste que le bar-restaurant africain « Chez Tante Lina », dont le patron Michel Karamba, toujours en activité (depuis 1974), est désormais un des derniers témoins de l'histoire mouvementée de ces lieux.

## Bâtiments remarquables
- L'Église Saint-Polycarpe se trouve dans la rue.

- le KoToPo (eo) est installé au 14 de la rue depuis 1998.